# Argo (película de 2012)
Argo es una película de 2012 de suspenso del drama histórico estadounidense dirigida por Ben Affleck. El guionista Chris Terrio adaptó el guion del libro de 1999 del operativo Tony Mendez de la Agencia Central de Inteligencia de EE. UU., El maestro de disfraces, y el artículo de Wired de 2007 Joshuah Bearman, The Great Escape: How the CIA Used a Fake Sci-Fi Flick to Rescue Americans from Tehran. La película trata sobre el Subterfugio canadiense, en el que Méndez lideró el rescate de seis diplomáticos estadounidenses de Teherán, Irán, bajo el pretexto de filmar una película de ciencia ficción durante la crisis de rehenes de Irán entre 1979 y 1981.

## Argumento
El 4 de noviembre de 1979, unos estudiantes fanáticos iraníes asaltaron la embajada de Estados Unidos en Teherán en represalia porque el presidente Jimmy Carter había concedido asilo al Shah de Persia, Mohammad Reza Pahlavi, durante la revolución iraní. En el asalto, 52 personas son hechas rehenes en el interior de la embajada, pero 6 de ellas (Mark y Cora Lijek, Joe y Kathy Stafford, Bob Anders y Lee Schatz) logran escapar y huyen a la casa del embajador canadiense, Ken Taylor (Victor Garber).
Con la situación de los rehenes mantenida en secreto, el Departamento de Estado de los Estados Unidos empieza a concebir un plan para sacarlos de Irán. El agente de la CIA Tony Mendez (Ben Affleck) llega a la central de este organismo para discutir el plan de rescate, pero lo critica porque no está seguro de que funcione. Le piden que idee una medida alternativa por su supervisor, Jack O'Donnell (Bryan Cranston).
Esa noche, Mendez habla con su hijo por teléfono y empieza a ver La batalla por el planeta de los simios en la televisión y se le ocurre una idea: crear una película falsa de ciencia ficción, al estilo de Star Wars, para la que necesitan localizaciones exóticas para filmar. De este modo podrían hacer pasar a los rehenes por cineastas canadienses para salir de Irán.
Tony viaja a Hollywood, donde se pone en contacto con John Chambers (John Goodman), un afamado maquillador que tenía contacto con ellos antes. Chambers y Tony visitan al productor de cine Lester Siegel (Alan Arkin), que acepta ayudarlos después de ver la revolución de Irán en televisión, aunque admite que necesitarán un guion para empezar. Tony encuentra un guion para una película titulada Argo. Se lo lee a Chambers y Siegel, pero este último admite que "está enlatada, no gusta nada". Siegel, creyendo que le preocupa mucho el Ayatolá, le dice que acuda al Sindicato de Escritores, en tono irónico.
Tras crear una productora falsa, hacen un casting. Tony y O'Donnell van a Washington D. C. para hablar de ello con el vicepresidente, que acepta el plan. Tony logra llegar a Irán tras volar vía Turquía para encontrarse con los rehenes. Empiezan una discusión en la que Joe Stafford dice no confiar ni creer que funcione. Les entrega identidades falsas a cada uno de ellos que deben memorizar para la entrevista en el aeropuerto, si eso ocurriera.
El día del vuelo, O'Donnell informa a Tony que han cancelado el plan porque la seguridad del aeropuerto ha aumentado tras la revolución islámica en Irán. Aun así, Tony lo lleva a cabo y ellos consiguen llegar al aeropuerto a tiempo justo cuando los guardias descubren que ellos eran los que se habían escapado durante el asalto a la embajada porque cruzaron fotos recuperadas del personal con imágenes de fotos recientes hechas en una de sus salidas de mascarada al bazar de Teherán, en preparación de la fuga al siguiente día. Logran abordar el avión pero mientras esperan para volar, ven que los guardias se han enterado de quiénes son realmente y los persiguen en un auto pero logran escapar a tiempo. Stafford por fin le agradece a Tony su ayuda y llegan a Los Ángeles.
La noticia se propaga y la CIA quiere que eso sea secreto para evitar conflicto con Irán y los canadienses dicen haber ayudado en el rescate. O'Donnell le dice a Tony que el presidente le quiere dar la Estrella de Inteligencia por su ayuda pero como es confidencial, se la quedan porque nadie lo sabe. Tony vuelve a su casa con su esposa e hijo, al que no ve en mucho tiempo.
- La crisis de los rehenes en Irán terminó el 20 de enero de 1981 cuando los rehenes restantes fueron liberados tras 444 días de cautiverio.

- John Chambers y Tony siguieron siendo amigos hasta la muerte de Chambers en 2001.

- La intervención de la CIA en la crisis dio soporte a Canadá tras la liberación de los 6 rehenes en Tehéran. Hasta la fecha, la historia sirve como ejemplo de colaboración entre ambos países.

- Todos los huéspedes de la casa regresaron al Servicio Exterior de Estados Unidos después de su experiencia en Irán.

- A Tony Mendez se le devolvió la Estrella de Inteligencia en 1997 cuando la Operación Argo fue desclasificada por el presidente Bill Clinton.

- Ahora, Tony vive con su familia en la zona rural de Maryland.

## Reparto

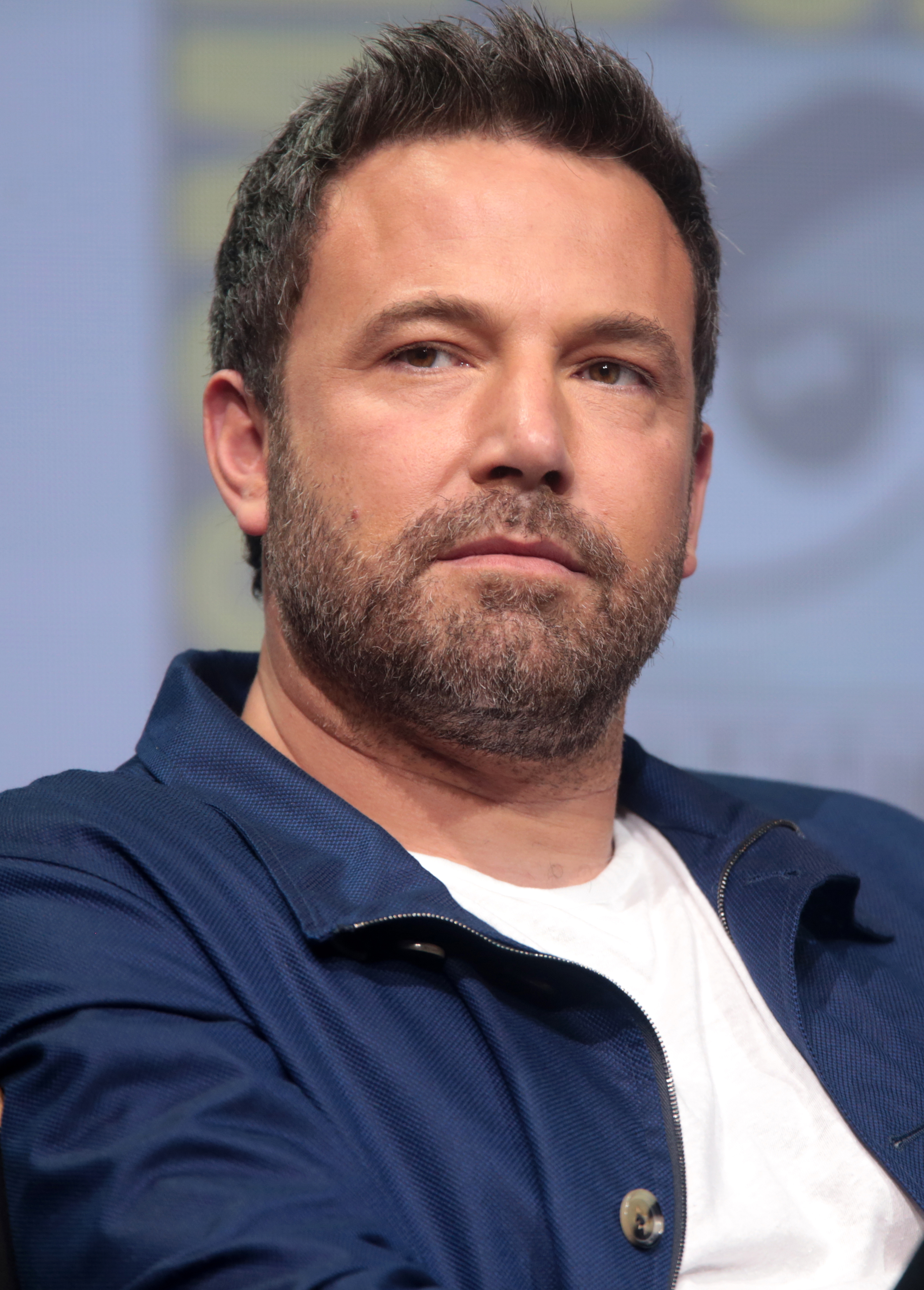
El actor, productor y también director Ben Affleck.

- Ben Affleck como el oficial, Tony Mendez.
- Bryan Cranston como el supervisor y jefe de Tony, Jack O'Donnell
- Alan Arkin como el productor, Lester Siegel.
- John Goodman como el maquillador, John Chambers.
- Tate Donovan como el funcionario diplomático americano, Robert Anders.
- Clea DuVall como la funcionaria diplomática americana, Cora Lijek.
- Christopher Denham como el funcionario diplomático americano, Mark Lijek.
- Scoot McNairy como el funcionario diplomático americano, Joe Stafford.
- Kerry Bishé como la funcionaria diplomática americana, Kathy Stafford.
- Rory Cochrane como el funcionario diplomático americano, Lee Schatz.
- Victor Garber como el embajador canadiense en Irán, Ken Taylor.
- Kyle Chandler como el jefe de gabinete de la casa blanca, Hamilton Jordan.
- Chris Messina como Malinov.
- Željko Ivanek como un miembro del departamento del estado, Robert Pender.
- Titus Welliver como Jon Bates.
- Bob Gunton como el secretario de estado de los Estados Unidos, Cyrus Vance.
- Philip Baker Hall como el director de la CIA, Stansfield Turner.
- Richard Kind como el agente, Max Klein.
- Richard Dillane como el oficial de la OSS, Peter Nicholls.
- Keith Szarabajka como Adam Engell.
- Michael Parks como el artista estadounidense, Jack Kirby.
- Christopher Stanley como el jefe de la estación en Irán, Tom Ahern.
- Page Leong como la esposa de Ken, Patricia "Pat" Taylor.
- Taylor Schilling como la esposa de Tony, Christine Mendez.
- Barry Livingston como un oficial de la CIA, David Marmor.
- Sheila Vand como la ama de llaves del embajador canadiense Sahar (la actriz Mina Kavani prestó su voz para el personaje).
- Nikka Far como la traductora y portavoz, Masoumeh Ebtekar alias "Tehran Mary".
- Tom Lenk como un periodista del Variety, Rodd.
- Ashley Wood como Beauty.
- Farshad Farahat como un "Komiteh" en el aeropuerto, Azizi
- Omid Abtahi como un oficial el aeropuerto, Reza.
- Karina Logue como la diplomática Elizabeth Ann Swift.
- Adrienne Barbeau como la actriz Nina alias "Serksi, The Gallactic Witch".
- Fouad Hajji como un Komiteh.

## Producción
Argo  se basa en la "travesura canadiense" que tuvo lugar durante la crisis de los rehenes en Irán en 1979 y 1980. Chris Terrio escribió el guion basado en el artículo de 2007 de Joshuah Bearman "Cómo la CIA utilizó una película de ciencia ficción falsa para rescatar a estadounidenses de Teherán", que se publicó en Wired.
En 2007, los productores George Clooney, Grant Heslov y David Klawans establecieron un proyecto basado en el artículo. La participación de Affleck se anunció en febrero de 2011. El siguiente mes de junio, Alan Arkin fue la primera persona elegida en la película. Después de eligir el resto de los papeles, la filmación comenzó en Los Ángeles en agosto de 2011. Se filmaron escenas también en McLean, Virginia; Washington D. C.; y Estambul. La escena en la que Méndez llega y entra en el vestíbulo de la sede de la CIA fue filmada con permiso en el edificio de la sede original de la CIA en Virginia; todas las demás escenas ambientadas en la CIA fueron filmadas en el sótano del Edificio de Los Angeles Times.
Como pieza histórica, la película utilizó material de archivo de noticias de  ABC, CBS y NBC; e incluyó canciones populares de la época, como "Little T&A" de The Rolling Stones (un anacronismo, ya que no se lanzó hasta el año siguiente), "Sultans of Swing" de Dire Straits, "Dance the Night Away" de Van Halen y "When the Levee Breaks" de Led Zeppelin. Por su parte, Warner Bros. usó su 1972-1984 logo de producción  con el logo "Big W" diseñado por Saul Bass para Warner Communications para abrir la película y pintado en la famosa torre de agua de su estudio el logo de  The Burbank Studios (el nombre de la instalación durante las décadas de 1970 y 1980 cuando Warner lo compartió con Columbia Pictures).
El guion utilizado por la CIA para crear su historia de portada fue una adaptación de la novela de 1967 de Roger Zelazny "Lord of Light". El productor Barry Geller había encabezado un intento anterior de producir la película usando el título original. Después de que ese intento de producción falló, el guion pasó a llamarse Argo y fue utilizado por la CIA.
Según Tony Méndez, Studio Six, la oficina de producción falsa de Hollywood que ayudó a crear en el centro del plan de la CIA, resultó tan convincente que incluso semanas después de que se completó el rescate y la oficina se cerró, se entregaron 26 guiones a su dirección, incluyendo uno de Steven Spielberg.
En abril de 2016, la investigación de "VICE", basada en documentos recibidos en virtud de la Ley de Libertad de Información, reveló que la CIA participó en la producción del  Argo  de 2012, como lo fue en una serie de producciones de entretenimiento estadounidenses (como el caso bien establecido de la película de 2012 Zero Dark Thirty.).

### Banda sonora
Alexandre Desplat, famoso compositor francés reconocido por la música para las películas El discurso del rey y las dos partes de Harry Potter y las Reliquias de la Muerte, compuso la banda sonora. Esta realización ganó el Premio Satellite y fue candidata a los premios Óscar, BAFTA y Globo de Oro como mejor banda sonora.

## Críticas
Argo fue ampliamente aclamada por la crítica. En el sitio Rotten Tomatoes el 96% de 254 comentarios fueron positivos: «Tensa, emocionante y a menudo oscuramente cómica, Argo recrea un acontecimiento histórico con una atención al detalle y vívidos personajes muy trabajados». En Metacritic, que asigna una calificación de 86 a 100, la película tuvo un promedio de 86 sobre 45 comentarios, lo que indica «aclamación universal».
Al día siguiente de la entrega del Óscar a la mejor película, hubo críticas por parte de los medios de comunicación y políticos de Irán, quienes consideraron que se había tergiversado la historia de la película con fines políticos y que era antiiraní. Michelle Obama fue quien entregó la estatuilla durante la ceremonia.

## Premios
Premios Óscar de 2012
| Año  | Categoría                   | Candidato(s)                                 | Resultado  |
| ---- | --------------------------- | -------------------------------------------- | ---------- |
| 2013 | Mejor película              | Grant Heslov Ben Affleck George Clooney      | Ganadores  |
| 2013 | Mejor guion adaptado        | Chris Terrio                                 | Ganador    |
| 2013 | Mejor sonido                | John Reitz Gregg Rudloff José Antonio García | Candidatos |
| 2013 | Mejor banda sonora original | Alexandre Desplat                            | Candidato  |
| 2013 | Mejor montaje               | William Goldenberg                           | Ganador    |
| 2013 | Mejor actor de reparto      | Alan Arkin                                   | Candidato  |
| 2013 | Mejor edición de sonido     | Erik Aadahl Ethan Van der Ryn                | Candidatos |

Premios del Sindicato de Actores
| Año  | Categoría              | Candidato(s) | Resultado | Papeles |
| ---- | ---------------------- | --- | --------- | --- |
| 2012 | Mejor reparto          | Ben Affleck Alan Arkin Kerry Bishé Kyle Chandler Rory Cochrane Bryan Cranston Christopher Denham Tate Donovan Clea DuVall Victor Garber John Goodman Scoot McNairy Chris Messina | Ganadores | Tony Mendez Lester Siegel Kathy Stafford Hamilton Jordan Lee Schatz Jerry O'Donnell Mark Lijek Bob Anders Cora Lijek Kenneth Taylor John Chambers John Stafford Malinov |
| 2012 | Mejor actor de reparto | Alan Arkin | Candidato | Lester Siegel |

Globos de Oro
| Año  | Categoría                         | Candidato(s)           | Resultado |
| ---- | --------------------------------- | ---------------------- | --------- |
| 2013 | Mejor película - Drama            | Mejor película - Drama | Ganadora  |
| 2013 | Mejor director                    | Ben Affleck            | Ganador   |
| 2013 | Mejor actor de reparto - película | Alan Arkin             | Candidato |
| 2013 | Mejor guion                       | Chris Terrio           | Candidato |
| 2013 | Mejor banda sonora original       | Alexandre Desplat      | Candidato |

Premios BAFTA
| Año  | Categoría              | Candidato(s)                            | Resultado |
| ---- | ---------------------- | --------------------------------------- | --------- |
| 2013 | Mejor película         | Grant Heslov Ben Affleck George Clooney | Ganadora  |
| 2013 | Mejor director         | Ben Affleck                             | Ganador   |
| 2013 | Mejor actor            | Ben Affleck                             | Candidato |
| 2013 | Mejor actor de reparto | Alan Arkin                              | Candidato |
| 2013 | Mejor guion adaptado   | Chris Terrio                            | Candidato |
| 2013 | Mejor música original  | Alexandre Desplat                       | Candidato |
| 2013 | Mejor montaje          | William Goldenberg                      | Ganador   |

Critics' Choice Movie Awards
| Año  | Categoría            | Candidato(s)                            | Resultado |
| ---- | -------------------- | --------------------------------------- | --------- |
| 2013 | Mejor película       | Grant Heslov Ben Affleck George Clooney | Ganadores |
| 2013 | Mejor guion adaptado | Chris Terrio                            | Candidato |
| 2013 | Mejor montaje        | William Goldenberg                      | Candidato |
| 2013 | Mejor banda sonora   | Alexandre Desplat                       | Candidato |

68.ª edición de las Medallas del Círculo de Escritores Cinematográficos
| Categoría                 | Resultado |
| ------------------------- | --------- |
| Mejor película extranjera | Ganadora  |

## Inexactitudes históricas

### Roles canadienses versus CIA
Después de la vista previa de la película en el Festival Internacional de Cine de Toronto 2012, muchos críticos dijeron que glorificaba injustamente el papel de la CIA y minimizaba el papel del  Gobierno canadiense (particularmente el del Embajador Taylor) en la operación de extracción. Maclean's afirmó que "la película reescribe la historia a expensas de Canadá, haciendo que Hollywood y la CIA sean los heroicos salvadores de la saga mientras Taylor es degradado a un amable conserje." El texto posdata decía que la CIA permitió que Taylor se atribuyera el mérito por motivos políticos, lo que algunos críticos pensaban que implicaba que no merecía los elogios que recibió. En respuesta a esta crítica, Affleck cambió el texto posdata para que dijera: "La participación de la CIA complementó los esfuerzos de la embajada canadiense para liberar a los seis detenidos en Teherán. Hasta el día de hoy, la historia se mantiene como un modelo de cooperación internacional entre gobiernos." El  Toronto Star  escribió: "Ni siquiera eso le hace justicia a Canadá".

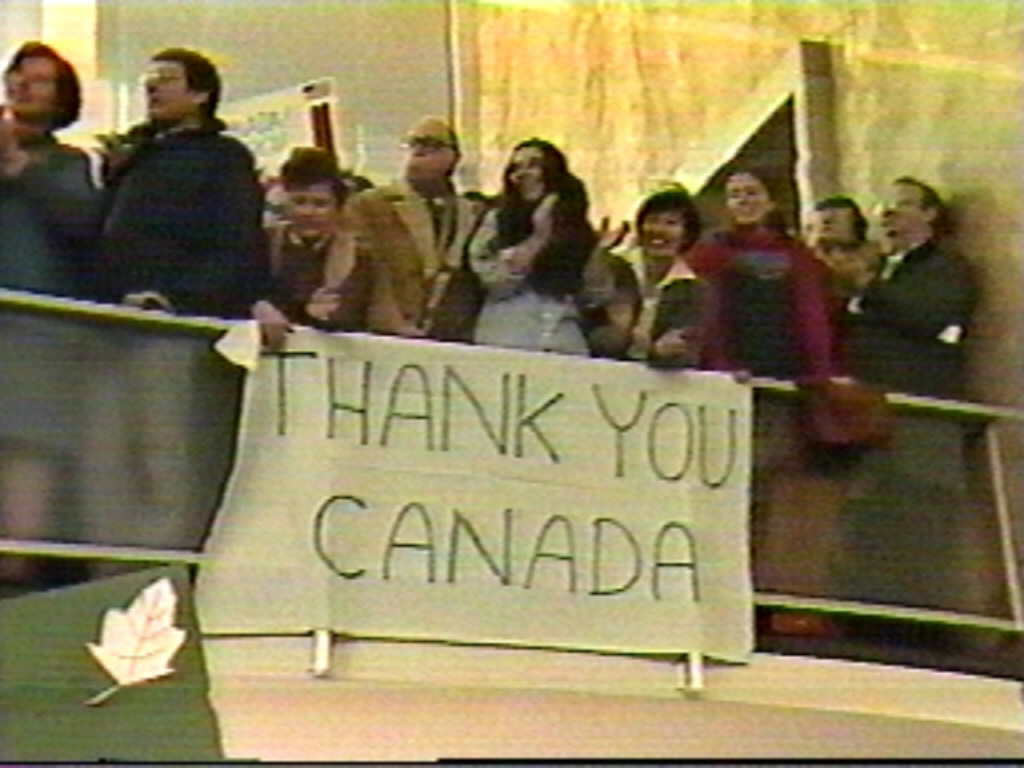
Personas que dan la bienvenida a los seis diplomáticos estadounidenses de regreso a los Estados Unidos y expresan su agradecimiento a Canadá, 1980

En una entrevista de CNN, el expresidente de Estados Unidos Jimmy Carter abordó la controversia:

El 90% de las contribuciones a las ideas y la consumación del plan fue canadiense. Y la película le da casi todo el crédito a la CIA estadounidense. Y, con esa excepción, la película es muy buena. Pero el personaje de Ben Affleck en la película estuvo... solo en Teherán un día y medio. Y el héroe principal, en mi opinión, fue  Ken Taylor, quien fue el embajador canadiense que orquestó todo el proceso.

 Taylor señaló: "En realidad, Canadá fue responsable de los seis y la CIA fue un socio menor. Pero me doy cuenta de que esta es una película y debes mantener a la audiencia en el borde de sus asientos". En la película, se muestra a Taylor amenazando con cerrar la embajada canadiense. Esto no sucedió; los canadienses nunca consideraron abandonar a los seis estadounidenses que se habían refugiado bajo su protección.
Affleck afirmó:

Debido a que decimos que se basa en una historia real, en lugar de que se trate de una historia real, podemos tomar una licencia dramática. Hay un espíritu de verdad... el tipo de cosas que son realmente importantes para ser verdad son, por ejemplo, la relación entre Estados Unidos y Canadá. Estados Unidos se puso de pie colectivamente como nación y dijo: "Nos agradas, te apreciamos, te respetamos y estamos en deuda contigo..." Había gente que no quería arriesgarse y los canadienses lo hicieron. Dijeron: "Arriesgaremos nuestra posición diplomática, nuestras vidas, al albergar a seis estadounidenses porque es lo correcto". Por eso, salvaron sus vidas."

Después de su muerte, el Washington Post describió a Taylor como el "héroe principal" de la fuga de los rehenes de Irán, citando al expresidente Jimmy Carter al hacerlo. En 1981, Taylor recibió la Medalla de oro del Congreso del presidente Ronald Reagan. No obstante, la importancia de su papel fue minimizado en la película Argo.

### Roles británicos y neozelandeses
Tras su estreno en octubre de 2012, la película fue criticada por su sugerencia de que las embajadas de  Gran Bretaña y Nueva Zelanda habían rechazado a los refugiados estadounidenses en Teherán. Ni la embajada británica ni la neozelandesa habían rechazado a los refugiados. Ambas embajadas, junto con los canadienses, los ayudaron. Los británicos inicialmente habían acogido a los refugiados estadounidenses; sin embargo, la ubicación se consideró insegura, ya que la propia embajada británica había sido atacada y rodeada por turbas y todos los funcionarios involucrados de las distintas naciones creían que la residencia del embajador canadiense era un lugar más seguro. Los embajadores diplomáticos de Nueva Zelanda organizaron un lugar para que los refugiados se escondieran si necesitaban cambiar de ubicación, y llevando a los estadounidenses al aeropuerto cuando escaparon de Teherán. Los diplomáticos británicos también ayudaron a otros rehenes estadounidenses más allá del grupo de seis fugitivos. Bob Anders, el agente consular de EE. UU. interpretado en la película por Tate Donovan, dijo: "Ellos arriesgaron sus vidas por nosotros. Todos estábamos en riesgo. Espero que nadie en Gran Bretaña se sienta ofendido por lo que se dice en la película. Los británicos fueron buenos con nosotros y estamos eternamente agradecidos."
 Sir John Graham, el entonces  Embajador británico en Irán, dijo:

Mi reacción inmediata al enterarme de esto fue de indignación. Desde entonces me he calmado, pero todavía estoy muy angustiado de que los cineastas se hayan equivocado tanto. Mi preocupación es que el relato inexacto no debería entrar en la mitología de los eventos en Teherán en noviembre de 1979 ".

 El entonces británico chargé d'affaires en Teherán dijo que, si los estadounidenses hubieran sido descubiertos en la embajada británica, "Puedo asegurarles que todos hubiéramos estado a favor del salto de altura".  Martin Williams, secretario de Sir John Graham en Irán en ese momento, fue quien encontró a los estadounidenses, después de buscarlos en su propio automóvil británico (el único Austin Maxi en Irán) y, por primera vez, los refugió en su propia casa.[cita requerida]
Se cita a Affleck diciendo a The Sunday Telegraph: "Luché con esto durante mucho tiempo, porque arroja a Gran Bretaña y Nueva Zelanda de una manera que no es totalmente justa. Pero estaba preparando una situación donde necesitabas tener la sensación de que estas seis personas no tenían ningún otro lugar adonde ir. No significa menospreciar a nadie."
El 12 de marzo de 2013, la Cámara de Representantes de Nueva Zelanda censuró a Affleck al aceptar unánimemente la siguiente moción, iniciada por Nueva Zelanda Primero líder Winston Peters:

...esta Cámara reconoce [s] con gratitud los esfuerzos de los ex diplomáticos de Nueva Zelanda Chris Beeby y Richard Sewell para ayudar a los rehenes estadounidenses en Teherán durante la crisis de los rehenes en 1979, y expresa su lamento que el director de la película Argo haya considerado oportuno engañar al mundo sobre lo que realmente sucedió durante esa crisis cuando, en realidad, las acciones inspiradoras de nuestros valientes diplomáticos fueron de gran ayuda para los rehenes estadounidenses y merecen la información fáctica e histórica. registro para corregir.

### Peligro inminente para el grupo
En la película, los diplomáticos se enfrentan a miradas sospechosas de los iraníes cada vez que salen en público y parecen estar cerca de ser sorprendidos en muchos pasos en el camino hacia su libertad. En realidad, los diplomáticos nunca parecían estar en peligro inminente. La esposa de Taylor compró tres juegos de avión boletos de tres aerolíneas diferentes con anticipación, sin ningún problema.
- La película muestra una dramática cancelación de último minuto de la misión por parte de la administración Carter y Méndez declara que continuará con la misión. Carter retrasó la autorización solo 30 minutos, y eso fue antes de que Méndez se fuera de Europa a Irán.[32]
- La película retrata una situación tensa cuando la tripulación intenta abordar el avión y sus identidades casi se descubren. No hubo tal confrontación con los oficiales de seguridad en la puerta de salida.[32][33]
- La película tiene una secuencia de persecución dramática cuando el avión despega; esto no ocurrió.[34] Como Mark Lijek lo describió, "Afortunadamente para nosotros, había muy pocos guardias revolucionarios en el área. Es por eso que llegamos para tomar un vuelo a las 5.30 de la mañana; incluso ellos no "No tengo el celo suficiente para llegar tan temprano. La verdad es que los oficiales de inmigración apenas nos miraron y nos procesaron de la manera habitual. Tomamos el vuelo a Zúrich y luego nos llevaron a la residencia del embajador de Estados Unidos en Berna". Fue así de sencillo."[31]

### Otras inexactitudes
La película contiene otras inexactitudes históricas:
- El guion no incluye los seis días que Bob Anders, Mark y Cora Lijek y Joe y Kathy Stafford estuvieron huyendo antes de refugiarse con los canadienses ni dónde estaba Lee Schatz hasta que se unió al grupo en la casa de John y Zena Sheardown.
- El guion muestra a los fugitivos, Mark y Cora Lijek, Bob Anders, Lee Schatz y Joe y Kathy Stafford, estableciéndose para una convivencia forzosa en la residencia del embajador canadiense Ken Taylor. En realidad, el grupo de cinco (Lee Schatz se unió a los Lijeks y Bob Anders unos diez días después) se dividió entre la casa de Taylor y la casa de otro funcionario canadiense, John Sheardown y su esposa  Zena.[31][35] De hecho, fue la amistad entre Bob Anders y John Sheardown lo que llevó a Bob a llamar a John para buscar refugio para el grupo cuando el paraíso con Thai el cocinero Sam (Somchai) empezó a desmoronarse. La respuesta de John a Bob fue: "¿Por qué no llamaste antes?"
- "No es cierto que nunca podríamos salir. La casa de John Sheardown tenía un patio interior con jardín y podíamos caminar libremente", dice Mark Lijek.[31]
- Lester Siegel, interpretado por Alan Arkin, no es una persona real. Su nombre y alguna contribución se basan en Robert Sidell, mientras que su personalidad se basa en Jack Warner.[36]
- En la descripción de un esfuerzo frenético por parte de la sede de la CIA, en Langley, para lograr que el presidente Jimmy Carter vuelva a autorizar la misión para que los boletos de avión comprados previamente sigan siendo válidos, se presenta a un oficial de la CIA obteniendo la Casa Blanca operador telefónico para conectarlo con el jefe de personal Hamilton Jordan haciéndose pasar por un representante de la escuela a la que asisten los hijos de Jordan. En realidad, Jordan no estaba casado y no tenía hijos en ese momento.[37]
- La película muestra a Méndez descubriendo el guion con el título de  Argo . En realidad, el guion se tituló  Señor de la luz , basado en el libro del mismo nombre por Roger Zelazny. La CIA cambió el título a  Argo .[2][38]
- El dibujante de cómics Jack Kirby no hizo su trabajo de guion gráfico para la producción cinematográfica fabricada por la CIA. Los creó cuando hubo un intento de producir Lord of Light unos años antes de la situación de los rehenes en Irán.[2][38]
- El Cartel de Hollywood se muestra en ruinas como lo estaba en la década de 1970. El letrero había sido reparado en 1978, dos años antes de los eventos descritos en la película.[39]
- El vuelo de Swissair que sacó a Méndez y al grupo de rehenes de Teherán se muestra operado con un Boeing 747 - 300, un tipo que entró en servicio en 1983, y está pintado con una librea que Swissair introdujo en 1980. En la vida real, el grupo partió de Irán en un Swissair Douglas DC-8.[40]